# 데이비스 몬탄 공군기지

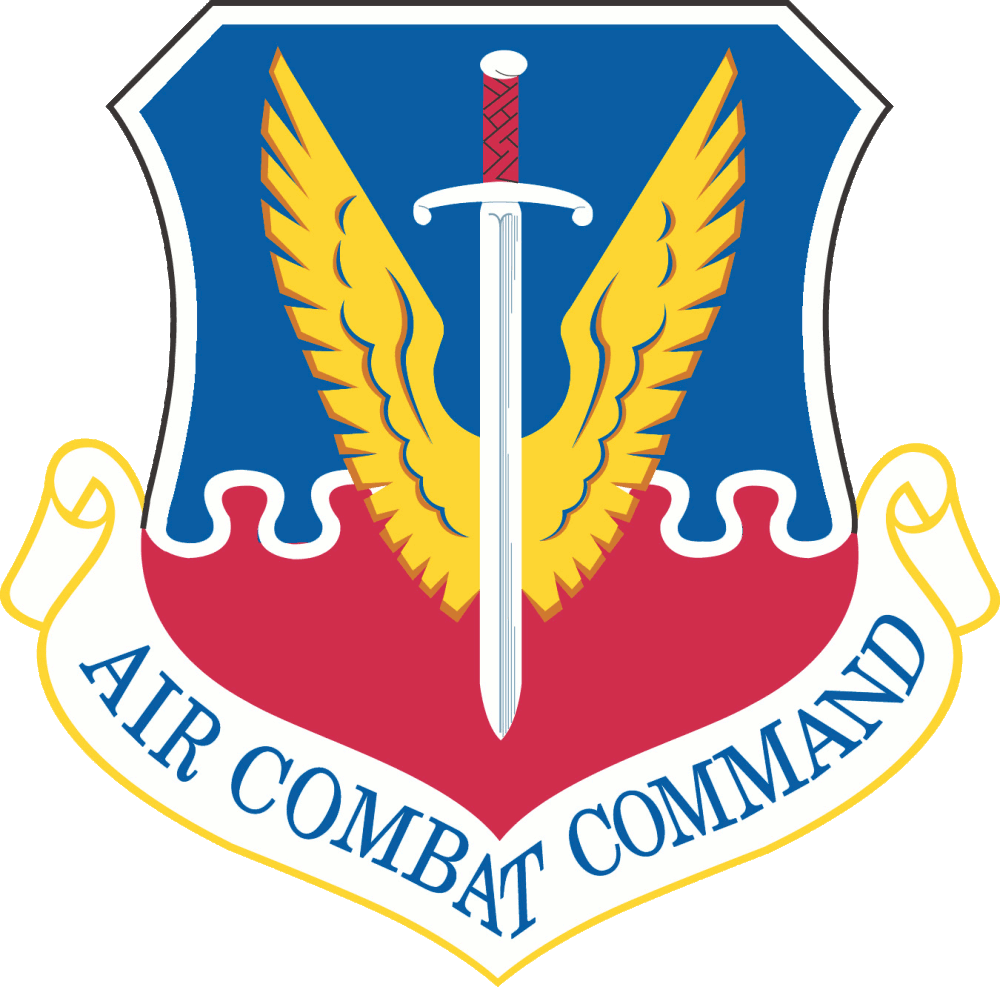

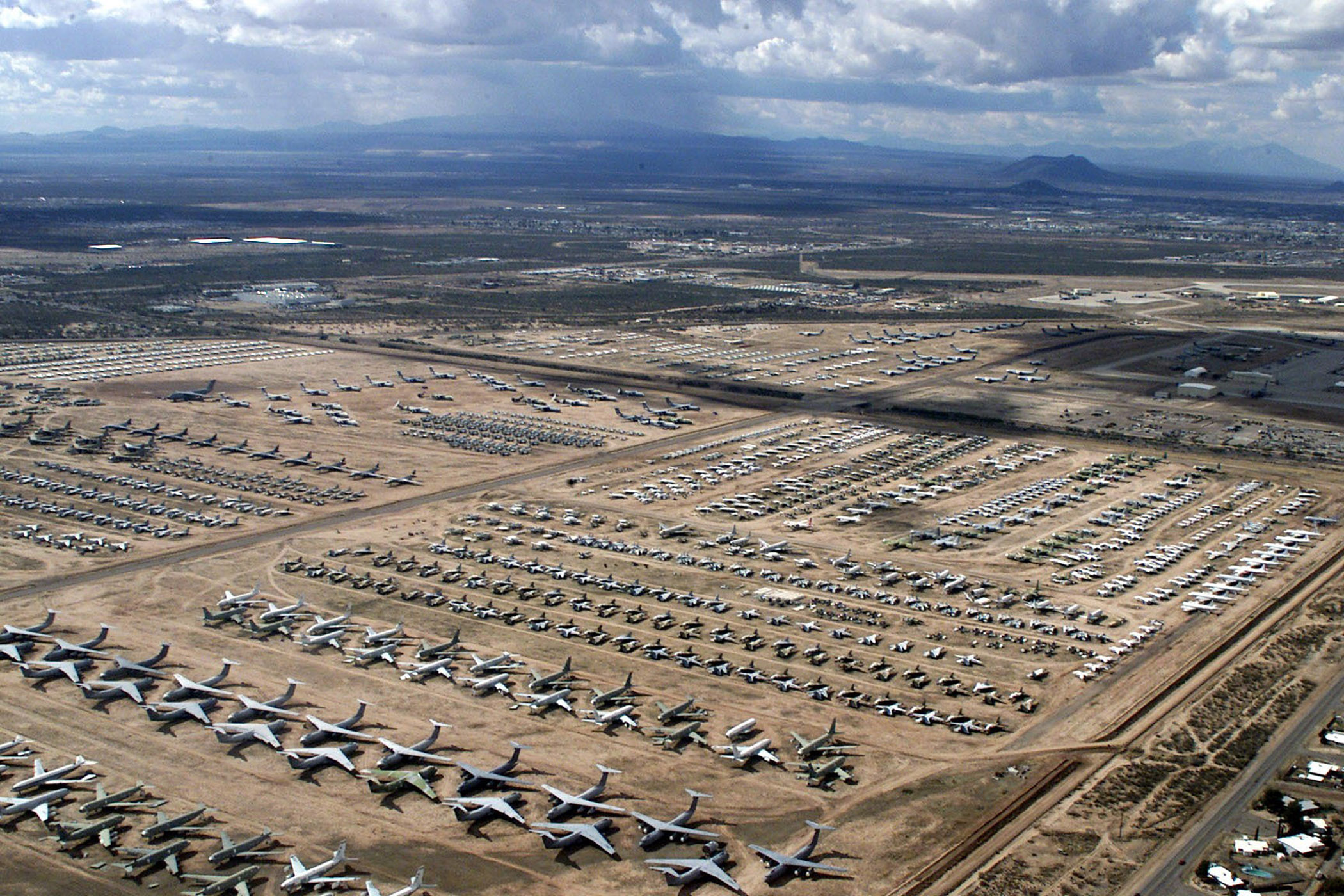

데이비스 몬탄 공군기지(Davis–Monthan Air Force Base, DM AFB, IATA: DMA, ICAO: KDMA, FAA LID: DMA)는 애리조나주 다운타운 투손에서 남-남동쪽으로 5마일(8.0킬로미터) 떨어진 곳에 위치한 미국의 공군기지이다. 1925년 데이비스 몬탄 랜딩 필드(Davis-Monthan Landing Field)라는 이름으로 설립되었다. 데이비드 몬탄 공군기지의 지휘 부대는 12AF(Twelfth Air Force) 소속 제355 파이터 윙(355th Fighter Wing)이다. 이 기지는 미 공군 군수사령부의 제309항공우주정비재생전대가 위치한 곳으로 잘 알려져 있다.